# Андрюхіна Марія Федорівна
Марія Федорівна Андрюхіна (15 січня 1916 — ?) — стерженщиця Бежицького сталеливарного заводу Брянської області, Герой Соціалістичної Праці (1960).

## Біографія
Народилася 15 січня 1916 року в селі Красний, нині Краснинського району Смоленської області в сім'ї селянина. У віці двох років залишилася сиротою. З 1918 по 1930 рік виховувалася в Смоленськом дитячому будинку імені Луначарського А. В. Після закінчення семирічної школи в 1930 році переїхала в Бежицю (нині район м. Брянськ) і поступила в школу фабрично-заводського навчання (ФЗН) при заводі «Червоний Профінтерн». Завершивши навчання в школі ФЗН у 1932 році, працювала стерженщицею на цьому підприємстві. У 1935—1941 роках — стерженщиця Бежицького сталеливарного заводу. З початком боїв Другої світової війни евакуйована в село Нікітіно Свердловської області, де до 1943 року працювала в колгоспі, а потім вихователькою дитячого садка № 11. У 1950 році повернулася в Бежицю, де відновила роботу стерженщицею Бежицького сталеливарного заводу. Указом Президії Верховної Ради СРСР від 7 березня 1960 року в ознаменування 50-річчя Міжнародного жіночого дня, за видатні досягнення у праці і особливо плідну громадську діяльність Андрюхіній Марії Федорівні присвоєно звання Героя Соціалістичної Праці з врученням ордена Леніна і золотої медалі «Серп і Молот». У 1964 році вступила в КПРС. З 1973 року — на пенсії, персональний пенсіонер союзного значення. Обиралася депутатом районної, міської та обласної Рад народних депутатів, делегатом XIII, XV з'їздів профспілок СРСР, членом райкому, Брянського міськкому КПРС.

## Нагороди
- Герой Соціалістичної Праці (1960)
- Орден Леніна (1960)
- Медаль «За доблесну працю» (1970)
- Медаль «Ветеран праці»